# Papa Simpliciu
Papa Simpliciu (n. 420 d.Hr., Tivoli, Lazio, Regatul Italiei – d. 10 martie 483 d.Hr., Roma, Kingdom of Italy⁠(d)) a fost  Papă al Romei din 3 Martie 468 până la 10 Martie 483.

## Origine
Papa Simpliciu s-a născut la Tivoli, Italia, fiul unui cetățean numit Castinus. Tot ce se cunoaște despre acest papă provine din Liber Pontificalis.

## Activitate
Simpliciu a apărat destul de slab biserica în fața ereziei monofizite care câștiga destul de mare teren în est, lucru care a dus mai apoi la pierderea supremației sale asupra bisericilor răsăritene.
În timpul ponticatului său, la 28 august 476, Romulus Augustulus, ultimul împărat roman apusean, este îndepărtat de la tron de către Odoacru, căpetenia herulilor (neam germanic din uniunea de triburi a goților), care se proclamă apoi rege al Italiei. Odată ce Imperiul Roman de Apus se dezintegrează în mai multe principate, Biserica va rămâne singura moștenitoare a prestigiului imperial roman, lucru discutabil, având în vedere că insignele imperiale au fost trimise de la Roma la Constantinopol, după înlăturarea lui Romulus Augustus.
Se crede că Papa Simpliciu a dispus construirea unei biserici, numită după o fecioră martiră, Sfânta Bibiana.

## Deces
Papa Simpliciu este celebrat ca sfânt pe 10 Martie, data morții sale.